# National Rifle Association of America
La National Rifle Association of America (in acronimo NRA, in precedenza American Rifle Association) è un'organizzazione lobbistica che si adopera per il libero possesso ed uso di armi da fuoco degli Stati Uniti d'America.
Fu fondata a New York il 17 novembre 1871 durante la presidenza di Ulysses S. Grant e si autodefinisce come la più antica organizzazione per i diritti civili degli Stati Uniti, dove il possesso e il porto di un'arma costituisce un diritto civile protetto dalla Carta dei Diritti statunitense (in particolare dal II emendamento della Costituzione degli Stati Uniti d'America). Presso la sua sede vi è anche un museo dedicato alle armi da fuoco, il National Firearms Museum.

## Attività
Si occupa di promuovere la sicurezza nell'uso delle armi, organizza corsi di maneggio ed eventi sportivi relativi alle armi, ed è spesso considerata come una delle più potenti organizzazioni degli Stati Uniti.
Agisce anche come lobby, che spesso finanzia campagne politiche e si batte per la difesa del diritto costituzionale al possesso e al porto delle armi da fuoco per i cittadini rispettosi della legge.

## L'influenza nella politica statunitense
La NRA è considerata una delle più influenti lobby politiche degli Stati Uniti, considerata la sua abilità nel distribuire grandi quantità di voti alle elezioni, e le sue attività lobbistiche contro il controllo delle armi.
Tra le importanti conquiste di lobbying da parte della NRA si evidenziano il Firearm Owners Protection Act, che ha ridotto le restrizioni del Gun Control Act del 1968, e l'emendamento Dickey, che impedisce ai Centers for Disease Control and Prevention (CDC) di utilizzare fondi federali per sostenere il controllo delle armi.
Molte leggi sul controllo delle armi sono state fermate da questa lobby. Le restrizioni previste da tali proposte di legge variavano dalla quasi totale abolizione delle armi a Washington, alla messa al bando di intere classi di armi da fuoco in molti stati o a livello federale, fino alla concessione del possesso d'armi solo all'interno dei distretti amministrativi.
La NRA si oppose alla nuova legislazione in materia di controllo delle armi, a favore del rafforzamento di leggi esistenti che proibissero a "criminali violenti" di possedere armi da fuoco. La NRA è, ufficialmente, apartitica, ogni anno ha donato e dona tutt'ora milioni di dollari aiutando indistintamente democratici e repubblicani; tuttavia, molti più repubblicani, rispetto ai democratici, tendono a condividere le visioni dell'NRA avendo essi prevalentemente idee meno restrittive sulle armi. Nelle elezioni del 2016 e del 2024 però ha esplicitamente supportato il candidato repubblicano Donald Trump.

## Controversie legali
Il 6 agosto 2020, il procuratore generale di New York Letitia James, a seguito di un'indagine, ha intentato una causa civile contro la NRA, sostenendo frode, cattiva condotta finanziaria e uso improprio di fondi di beneficenza da parte di alcuni dei suoi dirigenti, tra cui il suo CEO ed EVP di lunga data Wayne LaPierre, il tesoriere Wilson Phillips, l'ex capo dello staff ed attuale direttore esecutivo delle operazioni generali Joshua Powell,  ed il consigliere generale e segretario John Frazer.  La causa chiede lo scioglimento della NRA come "irto di frodi e abusi". Nella stessa data, il procuratore generale del Distretto di Columbia Karl Racine ha intentato una causa contro la NRA per l'uso improprio di fondi di beneficenza.

## Aspetti critici
Nel 1999 il National Council of Teachers ha conferito alla NRA il Duoblespeak Award premio per le organizzazioni che si distinguono per il modo di esprimersi in modo ingannevole ed eufemistico.
Michael Moore, nel suo Bowling a Columbine, documentario vincitore del premio Oscar nel 2003, dedicato alle stragi nelle scuole statunitensi e all'uso delle armi negli USA, definisce gli appartenenti alla NRA come "i successori del Ku Klux Klan". Secondo le tesi esposte dal regista, si deve all'influenza della NRA se molte leggi sul controllo delle armi sono state bloccate, e se la presenza di "milizie" (la cui esistenza e necessità per la sicurezza dello stato è sancita dal secondo emendamento della costituzione, e i cui membri sono affiliati alla NRA e svolgono veri e propri addestramenti) desta enormi preoccupazioni.
L'organizzazione è stata al centro di intense critiche all'indomani di sparatorie di alto profilo, come la sparatoria alla Stoneman Douglas High School e la sparatoria alla Sandy Hook Elementary School. La NRA ha replicato suggerendo alle scuole di aggiungere guardie di sicurezza armate.

## Presidenti
- 1998-2001 Charlton Heston
- 2009-2011 Ron Schmeits